# Université d'économie d'État de Tachkent
L'université d'économie d'État de Tachkent est l'un des plus grands établissements d'enseignement supérieur dans le domaine de l'économie en Ouzbékistan et en Asie centrale. C'est l'ancien Institut d'économie de Tachkent.

## Description

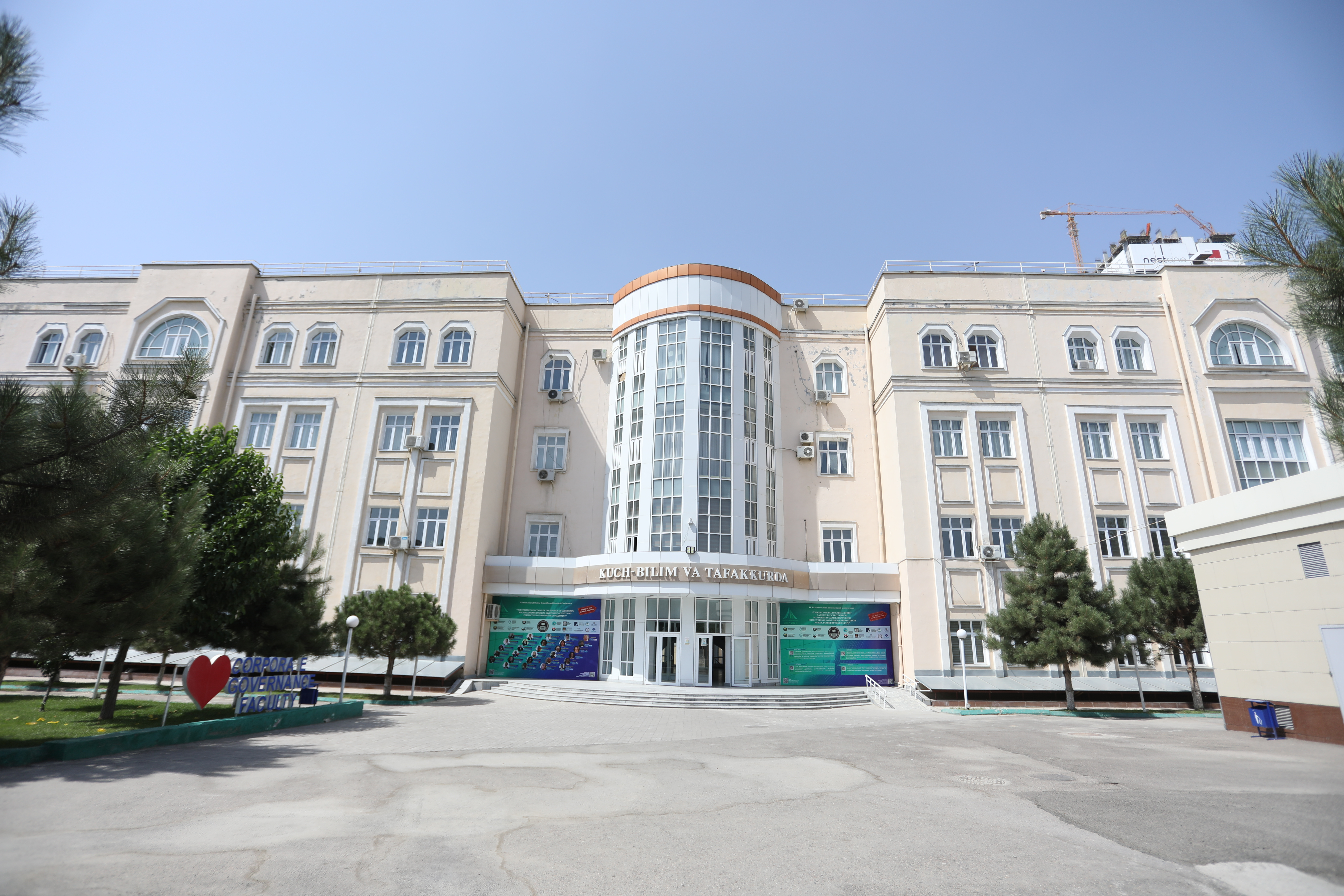
Bâtiment principal TSUE.

L'université comprend 5 facultés, un département de Master, 28 départements académiques, et un département du deuxième degré.
L'université d'économie d'État de Tachkent compte environ 11 500 étudiants et est l'une des plus grandes universités économiques d'Asie centrale. Il est divisé en instituts fonctionnels qui s'efforcent de fournir une éducation concernant l'économie de l'Ouzbékistan. UEET a été la première école de commerce internationale de style américain en Ouzbékistan et s'est fait remarquer en établissant des relations avec des universités notables aux États-Unis, en Grande-Bretagne et en Allemagne. Il gère la plus grande bibliothèque universitaire d'Asie centrale. Fonctionnent l'Institut d'économie, de commerce et de développement professionnel et de recyclage du personnel, l'école supérieure de commerce spécialisée, le lycée économique républicain, le gymnase économique, divers instituts de recherche scientifique, des centres de conseil et de formation à l'université. Toutes ces structures assurent la formation économique continue. UEET sert d'université de base pour l'éducation économique en république d'Ouzbékistan.
L'université emploie plus de 600 professeurs, dont 3 académiciens de l'Académie des sciences de la république d'Ouzbékistan, un académicien de l'Académie des sciences humaines de la fédération de Russie, un académicien de l'Académie des sciences naturelles de la république du Kazakhstan, 2 académiciens et 3 correspondants membres de l'Académie internationale du travail et de l'emploi, plus de 50 docteurs en sciences, environ 300 docteurs en philosophie.

## Histoire
Au début du XXe siècle, il n'y avait que trois institutions commerciales destinées à former des spécialistes dans le domaine du commerce - dans la ville de Tachkent, la ville de Kokand et la ville de Samarkand. En outre, il est apparu nécessaire de résoudre systématiquement le problème lié au manque de diplômés en économie, qui a pris une importance considérable.
| 1918 | Organisation de cours de courte durée de préparation professionnelle dans le domaine du commerce dans le cadre de l'Université populaire du Turkestan. |
| 1924 | Organisation de la faculté socio-économique à l'Université du Turkestan sur la base de cours de courte durée de préparation professionnelle dans le domaine du commerce. |
| 1925 | Conversion de la faculté d'économie sociale de l'université du Turkestan en faculté des sciences sociales, qui est devenue la base de la création de la faculté d'économie locale et de droit. |
| 1931 | Adoption de la résolution sur la création d'un institut systématique à Tachkent, qui a ensuite été rejoint avec l'Institut d'Asie centrale du commerce d'État et de coopération et rebaptisé en Institut ouzbek de l'économie nationale.                                                                                                 |
| 1931 | Adoption de la résolution sur la création d'un institut systématique à Tachkent, qui a ensuite été rejoint avec l'Institut d'Asie centrale du commerce d'État et de coopération et rebaptisé en Institut ouzbek de l'économie nationale.                                                                                                 |
| 1946 | Incorporation de l'Institut des finances et de l'économie de Leningrad dans l'Institut financier et économique de Tachkent, qui a été évacué vers la ville d'Alma-Ata pendant la Seconde Guerre mondiale. La création de deux facultés - la faculté de crédit et d'économie et la faculté de comptabilité et d'économie.                 |
| 1947 | Création de la faculté de planification économique, qui a commencé à former des spécialistes pour les secteurs industriels et agricoles des républiques d'Asie centrale et du Kazakhstan. |
| 1955 | Création d'une faculté extramuros, qui a ensuite été divisée en spécialités d'économie générale et de comptabilité et finance. |
| 1962 | Changement de nom de l'Institut financier et économique de Tachkent en Institut d'économie nationale de Tachkent. |
| 1967 | Organisation des cours de formation, et en 1970 – le service formation. |
| 1968 | Organisation de la faculté de cybernétique économique. Le programme d'enseignement a été amélioré en raison de l'augmentation de la part des disciplines mathématiques. |
| 1970 | Création de la faculté de commerce et d'économie. Le programme d'études et les programmes de spécialités commerciales ont été élargis et améliorés par l'ajout de disciplines commerciales appliquées. L'éventail des spécialistes libérés par l'université dans les domaines des affaires et de l'économie a considérablement augmenté. |
| 1973 | Création d'une branche universitaire sous Tachkent textile combiner sur la base de la faculté extra-muros, et plus tard la création de Samarkand, centres d'enseignement et de conseil Karshi, Andijan, branches Kokand, nouvelles branches de la faculté extra-muros d'économie générale.                                               |
| 1981 | Création de la faculté du travail et de l'approvisionnement, qui s'est séparée de la faculté du commerce et de l'économie. |
| 1991 | Transformation de l'Institut d'économie nationale de Tachkent en Université d'économie d'État de Tachkent par décret du président de la République d'Ouzbékistan du 6 juin 1991. |

## Nouvelles facultés et divisions après l'indépendance
| 1990 | Faculté des relations internationales |
| 1992 | Institut d'économie, d'affaires et de développement professionnel et de recyclage du personnel                                           |
| 1995 | la faculté de commerce international |
| 1996 | Département Master |
| 1999 | Faculté de Tourisme International |
| 2018 | Programme éducatif conjoint entre UEET et USUE                                                                                           |
| 2019 | Programme éducatif conjoint entre UEET et IMC Krem                                                                                       |
| 2021 | Programme éducatif de double diplôme entre UEET et l'Université de Londres, et l’école d’économie et des sciences polytiques de Londres. |

## Anciens recteurs
| Khalikov I.U.        | 1931—1934   |
| Seyduzov S.S.        | 1934—1938   |
| Sirikhov К. А.       | 1938—1940   |
| Popov M.G.           | 1940—1943   |
| Vlasenko             | 1943—1945   |
| Karakozov E.A.       | 1945—1947   |
| Toursounov M.T.      | 1947—1952   |
| Koriev M.M.          | 1952—1974   |
| Iskandarov I.I.      | 1974—1976   |
| Sharifkhojayev M.Sh. | 1976—1986   |
| Zoïdov M.A.          | 1986—1988   |
| Goulyamov S.S.       | 1988—1998   |
| Alimov R.Kh.         | 1998—2004   |
| Goulyamov S.S.       | 2004—2006   |
| Khodiyev B.Y.        | 2006—2010   |
| Joumayev N.Kh.       | 2010—2012   |
| Vohobov A.           | 2012—2014   |
| Usmanov B.B.         | 2014—2015   |
| Boltaboev M.         | 2015—2016   |
| Khodiyev B.Y.        | 2016—2019   |
| Sharipov K.          | Depuis 2019 |

## Facultés
L'université compte 5 facultés et le département de maîtrise :
- Faculté d'économie
- Faculté de gouvernance d'entreprise
- Faculté de comptabilité et d'audit
- Faculté des systèmes d'information en économie
- Faculté de tourisme international[3]

## Étudiants notables
- Islam Karimov